# Selim Yaşar
Selim Yaşar, nato Koloj Michailovič Kartoev (in russo Колой Микаилович Картоев?; 20 febbraio 1990), è un lottatore russo naturalizzato turco, specializzato nella lotta libera.

## Palmarès
Tutte le medaglie elencate sono state conquistate in rappresentanza della Turchia.

### Olimpiadi
- 1 medaglia:
  - 1 argento (Rio de Janeiro 2016 negli 86 kg)

### Mondiali
- 2 medaglie:
  - 1 argento (Las Vegas 2015 negli 86 kg)
  - 1 bronzo (Tashkent 2014 negli 86 kg)

### Europei
- 1 medaglia:
  - 1 bronzo (Novi Sad 2017 negli 86 kg)